# Cantó de Saint-Bonnet-le-Château
El cantó de Saint-Bonnet-le-Château era una divisió administrativa francesa del departament del Loira, situat al districte de Montbrison. Comptava 11 municipis i el cap era Saint-Bonnet-le-Château. Va desaparèixer el 2015.

## Municipis
- Aboën
- Apinac
- Estivareilles
- Merle-Leignec
- Rozier-Côtes-d'Aurec
- Saint-Bonnet-le-Château
- Saint-Hilaire-Cusson-la-Valmitte
- Saint-Maurice-en-Gourgois
- Saint-Nizier-de-Fornas
- La Tourette
- Usson-en-Forez

## Demografia
| A partir de 1990: Població sense dobles comptes |